# Плавание на летних Олимпийских играх 1920
Соревнования по плаванию на летних Олимпийских играх 1920 года проводились среди мужчин и женщин.

## Общий медальный зачёт
| Место | Страна         | Золото | Серебро | Бронза | Всего |
| ----- | -------------- | ------ | ------- | ------ | ----- |
| 1     | США            | 8      | 5       | 3      | 16    |
| 2     | Швеция         | 2      | 2       | 1      | 5     |
| 3     | Австралия      | 0      | 1       | 1      | 2     |
| 3     | Канада         | 0      | 1       | 1      | 2     |
| 3     | Великобритания | 0      | 1       | 1      | 2     |
| 6     | Финляндия      | 0      | 0       | 2      | 2     |
| 7     | Бельгия        | 0      | 0       | 1      | 1     |
|       |                |        |         |        |       |
| Всего | Всего          | 10     | 10      | 10     | 30    |

## Медалисты

### Мужчины
| Дисциплина                      | Золото                                                                  | Серебро                                                                | Бронза                                                                         |
| ------------------------------- | ----------------------------------------------------------------------- | ---------------------------------------------------------------------- | ------------------------------------------------------------------------------ |
| 100 м вольным стилем            | Дьюк Каханамоку США                                                     | Пуа Кеалоха США                                                        | Уильям Харрис США                                                              |
| 400 м вольным стилем            | Норман Росс США                                                         | Людвиг Лэнджер США                                                     | Джордж Вернот Канада                                                           |
| 1500 м вольным стилем           | Норман Росс США                                                         | Джордж Вернот Канада                                                   | Фрэнк Борепейр Австралия                                                       |
| 100 м на спине                  | Уоррен Кеалоха США                                                      | Рэймонд Кеджерис США                                                   | Герард Блитц Бельгия                                                           |
| 200 м брассом                   | Хокан Мальмрот Швеция                                                   | Тор Хеннинг Швеция                                                     | Арво Аалтонен Финляндия                                                        |
| 400 м брассом                   | Хокан Мальмрот Швеция                                                   | Тор Хеннинг Швеция                                                     | Арво Аалтонен Финляндия                                                        |
| Эстафета 4×200 м вольным стилем | США · Дьюк Каханамоку · Пуа Кеалоха · Перри Макджилливрэй · Норман Росс | Австралия · Фрэнк Борепейр · Хенри Хай · Уильям Хералд · Айван Стедмен | Великобритания · Гарольд Эннисон · Эдвард Питер · Лесли Сэвэйдж · Генри Тейлор |

### Женщины
| Дисциплина                      | Золото                                                                  | Серебро                                                                              | Бронза                                                            |
| ------------------------------- | ----------------------------------------------------------------------- | ------------------------------------------------------------------------------------ | ----------------------------------------------------------------- |
| 100 м вольным стилем            | Этельда Блейбтрей США                                                   | Ирен Гест США                                                                        | Фрэнсис Скрот США                                                 |
| 300 м вольным стилем            | Этельда Блейбтрей США                                                   | Маргарет Вудбридж США                                                                | Фрэнсис Скрот США                                                 |
| Эстафета 4×100 м вольным стилем | США · Этельда Блейбтрей · Ирен Гест · Фрэнсис Скрот · Маргарет Вудбридж | Великобритания · Хильда Джеймс · Констанс Джинс · Грейс Маккензи · Шарлотта Рэдклифф | Швеция · Аина Берг · Яне Йюллинг · Эмилю Макхнов · Карин Нильссон |